# Nordenskiölds glaciär (glaciär i Grönland, lat 75,80, long -59,00)
Nordenskiölds glaciär är en glaciär i Grönland (Kungariket Danmark).   Den ligger i kommunen Qaasuitsup, i den nordvästra delen av Grönland, 1 300 km norr om huvudstaden Nuuk. Den ligger 7 meter över havet.
Terrängen runt Nordenskiölds glaciär är kuperad österut, men västerut är den platt. Havet är nära åt sydväst.  Trakten runtom är nära nog obefolkad, med mindre än två invånare per kvadratkilometer. Det finns inga samhällen i närheten. Trakten runt Nordenskiölds glaciär  är permanent täckt av is och snö.